# Josh Simpson
Joshua „Josh“ Simpson (* 15. Mai 1983 in Burnaby) ist ein ehemaliger kanadischer Fußballspieler und heutiger Fußballfunktionär. Der 1,83 m große Linksfuß war für seine schnelle Spielweise auf der linken Seite und seine Flanken aus vollem Lauf bekannt. Er ist seit der Gründung im Juni 2018 Präsident und Mitbesitzer des kanadischen Fußballvereins Pacific FC in der Canadian Premier League, mit denen er 2021 die Meisterschaft gewann. Simpson besitzt neben der kanadischen auch seit 2014 die Schweizer Staatsbürgerschaft.

## Verein

### Jugend und Entwicklung
Josh Simpson begann mit dem Fußballspielen bei der kanadischen Jugendfußballorganisation Lower Island Soccer Association in Vancouver. Aufgrund eines Sportstipendiums spielte Simpson von 2001 bis 2003 für die Fußballmannschaft der University of Portland. Die Portland Pilots spielen in der NCAA Division I. Nebenbei studierte er Finanzwirtschaft. Nachdem College spielte Simpson kurz für die Boulder Rapids Reserve in der USL Premier Development League. Bei der Reservemannschaft des Major-League-Soccer-Franchises Colorado Rapids erzielte er sieben Tore in 14 Spielen.

### Wechsel nach Europa
Im Sommer 2004 wechselte Simpson zum FC Millwall in die englische Football League Championship. Sein Debüt für die Londoner gab er in einem Spiel gegen Plymouth Argyle. Er bestritt dort in zwei Jahren 43 Ligaspiele.
In der Sommerpause 2006 wechselte er in die 2. Fußball-Bundesliga zum 1. FC Kaiserslautern. Dort wurde er schnell zum Stammspieler, wurde jedoch durch Verletzungen mehrmals zurückgeworfen. Sein wichtigstes Spiel für die Pfälzer bestritt er am letzten Spieltag der Saison 2007/08, als er durch das Führungstor und eine Vorlage beim 3:0-Sieg zu Hause gegen den 1. FC Köln half, den FCK vor dem Abstieg zu bewahren.
Zur Saison 2009/10 wechselte Simpson zum türkischen Klub Manisaspor; er unterschrieb einen Zweijahresvertrag bis 2011. Am 10. September 2009 spielte er zum ersten Mal für die Mannschaft aus der Ägäisregion. Er wurde für Ariza Makukula in der zweiten Halbzeit gegen Trabzonspor eingewechselt und erzielte in dem Spiel auch sein erstes Tor in der Süper Lig. Am 17. Januar 2012 löste er seinen Vertrag mit Manisaspor auf, nachdem dieser weiterhin Simpsons Gehalt nicht zahlen konnte.
Am 19. Januar 2012 unterzeichnete er beim schweizerischen Erstligisten BSC Young Boys. Am 12. Februar 2012 gab er sein Debüt für die Young Boys im Spiel gegen den FC Sion. Am 23. Mai 2012 verletzte sich Simpson im Saisonfinale gegen den FC Basel sehr schwer an seinem linken Fuß. Bei einem Zusammenprall während eines Kopfballduells mit dem Basler Spieler Markus Steinhöfer knickte er bei der Landung um und sein Schien- und Wadenbein brachen entzwei. Nach einer langen Regenerationsphase und mehreren Rückschlägen gab Simpson am 21. Mai 2015 sein Karriereende bekannt. Er war bereits zu Beginn der Saison 2014/2015, im gegenseitigen Einvernehmen, aus dem Kader der Young Boys gestrichen worden. Im März 2016 unterschrieb Simpson, in der 3. Liga Schweiz, beim FC Muri Gümligen. Dort feierte er, nach fast 2-jähriger Abstinenz, am 22. April sein Comeback. Am 6. Juni schoss er das erste Tor für seinen neuen Verein.

## Nationalmannschaft
Simpson wurde früh vom kanadischen Fußballverband entdeckt und ist seit der U-18 kanadischer Nationalspieler.
Mit der U-20 Nationalmannschaft Kanadas nahm er an der Junioren-Fußballweltmeisterschaft 2003 in den Vereinigten Arabischen Emiraten teil. Im Achtelfinale erzielte er das Siegtor gegen Burkina Faso. Die Mannschaft schied allerdings im Viertelfinale aus. Er war stand vorher bereits im Kader für die Junioren-Fußballweltmeisterschaft 2001, wurde dort aber nicht eingesetzt.
Am 18. Januar 2004 bestritt Simpson sein Debüt in der Kanadischen Fußballnationalmannschaft im Freundschaftsspiel gegen Barbados, das die Kanadier mit 1:0 gewannen. 2009 wurde er in den Kader für den CONCACAF Gold Cup 2009 berufen. Auch beim CONCACAF Gold Cup 2011 war er Teil der Nationalmannschaft.
Insgesamt absolvierte er 44 Länderspiele und erzielte dabei 4 Tore.